# Baixa Califórnia
A Baixa Califórnia (em castelhano:  Baja California) é o estado mais setentrional do México. Faz fronteira ao norte com o estado estadunidense de Califórnia, ao leste com o estado mexicano de Sonora e com o Mar de Cortez, ao sul com o estado mexicano de Baja California Sur, e a oeste com o Oceano Pacífico. Sua área é de 69 921 km², e sua população é de 3 769 020 habitantes em 2020. A capital do estado é a cidade de Mexicali.

## Municípios
- Ensenada
- Mexicali
- Tecate
- Tijuana
- Playas de Rosarito
- San Quintín

## Religião 2010
| Grupo religioso                         | Número total de adeptos | Percentagem(%) |
| --------------------------------------- | ----------------------- | -------------- |
| Católicos                               | 2 274 186               | 72,1%          |
| Protestantes                            | 377 837                 | 12,0%          |
| - Protestantes históricos ou reformados | 14 956                  | 0,5%           |
| - Pentecostais                          | 57 651                  | 1,8%           |
| - Não Pentecostais                      | 305 230                 | 9,7%           |
| Outros cristãos                         | 99 253                  | 3,1%           |
| Judeus                                  | 1 044                   | 0,03%          |
| Outras religiões minoritárias           | 3 325                   | 0,1%           |
| Sem religião                            | 315 144                 | 10,0%          |
| Não especificada                        | 84 281                  | 2,7%           |
| Total                                   | 3 155 070               | 100%           |

## Religião 2020
| Grupo religioso               | Número total de adeptos | Percentagem(%) |
| ----------------------------- | ----------------------- | -------------- |
| Católicos                     | 2 336 986               | 62,3%          |
| Protestantes                  | 616 812                 | 16,4%          |
| Outras religiões minoritárias | 5 678                   | 0,2%           |
| Sem religião                  | 789 177                 | 21,1%          |
| Total                         | 3 748 653               | 100%           |